# Дочь степей (фильм)
«Дочь степей» — советский чёрно-белый художественный фильм, снятый режиссёрами Шакеном Аймановым и Карлом Гаккелем в 1954 году на Алма-Атинской киностудии художественных и хроникальных фильмов.
Премьера фильма состоялась 1 апреля 1955 года.

## Сюжет
На землях Казахстана установлена Советская власть. Богач Актамбай решает спасти от национализации и перегнать свои отары за границу. Тайные тропы для перехода за кордон знает только молодой чабан Молбагар. Актамбай обещает за помощь в переходе границы отдать парню в жены бедную девушку-сироту Нуржамал. Но девушка, которая не любит его, не хочет быть его женой, и Малбагар отпускает её.
Прошло время, девушка заканчивает мединститут и возвращается домой. Здесь наряду с лечением односельчан, она работает над проблемой использования целебных свойств некоторых трав. После начала Великой Отечественной войны врач Нуржамал отправляется на фронт, где применяет открытый ею препарат для лечения ран.
После окончания войны Нуржамал становится преподавателем мединститута и читает с профессорской кафедры лекции студентам.

## В ролях
- Замзагуль Шарипова — Нуржамал
- Светлана Назарова — Нуржамал в детстве
- Владимир Мухараев — Мурат
- Ердан Таныбеков — Мурат в детстве
- Валентина Харламова — Любовь Петровна
- Капан Бадыров — Бектас
- Жагда Огузбаев — Малбагар
- Сайфулла Тельгараев — Максут
- Бибигуль Тулегенова — Карашаш
- Лидия Власова — Маша Струмилина
- Хадиша Жиенкулова — Гюльсара
- Шолпан Джандарбекова — Зияда
- Нурмухан Жантурин — Керим
- Елюбай Умурзаков — Актанбай
- Камал Кармысов — Алимхан
- Капан Бадыров — Бектас
- Майра Абусеитова — эпизод
- Хабиба Елебекова — эпизод
- Светлана Зима — эпизод
- Сералы Кожамкулов — эпизод
- Сабира Майканова — эпизод
- Бикен Римова — Гули, санитарка
- Гульзипа Сыздыкова — эпизод
- Ахат Толубаев — эпизод
- Амина Умурзакова — Нуржан (нет в титрах)
- Зинаида Морская — доктор (нет в титрах)
- Евгений Диордиев — эпизод (нет в титрах)
- Жания Нуркатова — эпизод (нет в титрах)

## Съёмочная группа
- Режиссёры — Шакен Айманов, Карл Гаккель
- Сценарий — Роман Фатуев
- Главный оператор — Михаил Аранышев
- Композитор — Евгений Брусиловский
- Художник-постановщик — Павел Зальцман
- Звукооператор — В. Костельцев
- Второй режиссёр — А. Слободник
- Операторы — И. Тынышпаев, А. Коваль, А. Винокуров
- Художники — Ю. Вайншток, Ю. Мингазитинов
- Художник по костюмам — В. Колоденко
- Монтажёр — Р. Джангазина
- Грим — С. Гуськов, С. Умарова
- Ассистенты режиссёра — Г. Сулейменова, А. Хлынова
- Ассистент оператора — С. Шарипов
- Текст песен — Д. Снегин
- Оркестр Министерства культуры СССР
- Дирижёры — Г. Дугашев, В. Кнушевицкий
- Директор картины — А. Шевелев